# چزانا تورینزه
چزانا تورینزه (به ایتالیایی: Cesana Torinese) یک کومونه در ایتالیا است که در استان تورین واقع شده‌است.

## خصوصیات
چزانا تورینزه ۱۲۱٫۰ کیلومترمربع مساحت و ۱٬۰۵۵ نفر جمعیت دارد و ۱٬۳۵۴ متر بالاتر از سطح دریا واقع شده‌است.